# Thomas Hill (Schauspieler)
Thomas „Tom“ Hill (* 2. Juni 1927 in Masuri, Indien; † 20. April 2009 in Bloomington, USA) war ein US-amerikanischer Schauspieler.

## Leben und Karriere
Thomas Hill arbeitete überwiegend als Theaterschauspieler, ab Mitte der 1960er-Jahre arbeitete er auch als Nebendarsteller in Film und Fernsehen. Bekannt wurde er in Deutschland vor allem durch die Rolle des Buchhändlers Herr Koreander, die er in dem Film Die unendliche Geschichte (1984) sowie in der Fortsetzung Die unendliche Geschichte II – Auf der Suche nach Phantásien spielte. Er ist damit der einzige Schauspieler, der in mehr als nur einem Film der dreiteiligen „Unendliche Geschichte“-Filmreihe auftrat. Außerdem war er in bekannten Serien wie Eine schrecklich nette Familie oder Law & Order zu sehen. In den 1990er-Jahren beendete Hill seine Schauspielkarriere. Er starb im April 2009 im Alter von 81 Jahren an einem Herzinfarkt.

## Filmografie (Auswahl)
- 1965: Stimme am Telefon (The Slender Thread)
- 1966: Flipper (Fernsehserie, 1 Folge)
- 1971: McCabe & Mrs. Miller
- 1979: Pater Brown läßt sich nicht bluffen (Sanctuary of Fear; Fernsehfilm)
- 1979: Quintett
- 1980: Die nackte Bombe (The Nude Bomb)
- 1980: Terror in New York (The Revenge of the Stepford Wives)
- 1981: Fesseln der Macht (True Confessions)
- 1981: Wenn der Postmann zweimal klingelt (The Postman Always Rings Twice)
- 1982: Firefox
- 1982: Chefarzt Dr. Westphall (St. Elsewhere; Fernsehserie, 1 Folge)
- 1982: Die Jagd nach dem Leben (I'm Dancing as Fast as I Can)
- 1983: Remington Steele (Fernsehserie, 1 Folge)
- 1984: V – Die außerirdischen Besucher kommen (V: The Final Battle; Fernseh-Miniserie, 3 Folgen)
- 1984: Die unendliche Geschichte
- 1987: Eine schrecklich nette Familie (Married with Children; Fernsehserie, 1 Folge)
- 1987: Die schwarze Witwe (Black Widow)
- 1990: An Empty Bed
- 1990: Die unendliche Geschichte II – Auf der Suche nach Phantásien (The NeverEnding Story II: The Next Chapter)
- 1993: Law & Order (Fernsehserie, 1 Folge)